# Jetse Bol
Jetse Bol (Avenhorn, 8 settembre 1989) è un ex ciclista su strada olandese.
È stato professionista dal 2012 al 2024.

## Carriera
Tra gli Under-23, gareggiando con la Rabobank Continental, si aggiudica per due volte, nel 2009 e nel 2011, la classifica finale dell'Olympia's Tour, importante gara a tappe olandese di categoria. Sempre nel 2011 vince due tappe al Tour de Bretagne e si classifica settimo alla Parigi-Roubaix Espoirs.
Passato professionista all'inizio del 2012 con il team Rabobank, nel 2013 va vicino al successo alla Parigi-Tours, venendo ripreso dal gruppo solo all'ultimo chilometro dopo un attacco solitario sulla discesa della Côte de l'Épan.

## Palmarès
- 2007 (Juniores, cinque vittorie)

1ª tappa 't Hoogeland Tweedaagse
3ª tappa Acht van Bladel
Classifica generale Acht van Bladel
2ª tappa West-Brabantse Pijl
Classifica generale West-Brabantse Pijl
- 2009 (Rabobank Continental, due vittorie)

Classifica generale Olympia's Tour
Parel van de Veluwe
- 2010 (Rabobank Continental)

Prologo Tour de Normandie (Mondeville, cronometro)
2ª tappa, 1ª semitappa Le Triptyque des Monts et Châteaux (Lessines, cronometro)
Classifica generale Le Triptyque des Monts et Châteaux
1ª tappa Tour de Bretagne (Gorey > Gorey)
- 2011 (Rabobank Continental, cinque vittorie)

1ª tappa Tour de Bretagne (Argentré-du-Plessis > Argentré-du-Plessis)
3ª tappa Tour de Bretagne (Guérande > Saint-Avé)
1ª tappa Olympia's Tour (Hoofddorp > Noordwijk)
6ª tappa Olympia's Tour (Reuver > Buchten)
Classifica generale Olympia's Tour
- 2015 (Join's-De Rijke, due vittorie)

2ª tappa Olympia's Tour (Ulft > Gendringen)
Classifica generale Olympia's Tour

### Altri successi
- 2009 (Rabobank Continental)

Prologo Olympia's Tour (Amsterdam, cronosquadre)
Classifica giovani Olympia's Tour
- 2010 (Rabobank Continental, quattro vittorie)

Classifica a punti Le Triptyque des Monts et Châteaux
Classifica a punti Tour de Bretagne
- 2011 (Rabobank Continental)

Classifica a punti Tour de Bretagne
Classifica giovani Tour de Bretagne
Classifica scalatori Kreiz Breizh Elites
- 2023 (Burgos-BH)

Classifica scalatori Vuelta a Castilla y León

## Piazzamenti

### Grandi Giri
- Giro d'Italia

2014: 156º
- Vuelta a España

2017: 69º
2018: 101º
2019: 104º
2020: 79º
2021: 71º
2022: 88º
2023: 110º

### Classiche monumento
- Giro delle Fiandre

2013: ritirato
- Parigi-Roubaix

2013: 114º

### Competizioni mondiali
- Campionati del mondo

Aguascalientes 2007 - Cronometro Juniores: 19º
Aguascalientes 2007 - In linea Juniores: 20º
Copenaghen 2011 - In linea Under-23: 11º

### Competizioni europee
- Campionati europei

Valkenburg 2006 - Cronometro Juniores: 32°
Valkenburg 2006 - In linea Juniores: 52°
Hooglede-Gits 2009 - Cronometro Under-23: 12°
Hooglede-Gits 2009 - In linea Under-23: 63°